# Battaglia di Badalucco
Per Battaglia di Badalucco si intende lo scontro armato avvenuto presso l'omonimo comune imperiese tra le truppe nazifasciste e quelle partigiane.

## Antefatti
Dal periodo dell'occupazione nazifascista italiana presso il comune di Badalucco si erano raggruppati sempre più importanti squadre combattive partigiane. Alla fine del maggio '44, vi era stata una dura battaglia. Le ritorsioni erano state molto dure, Alipio Amalberti, zio materno del comandante partigiano Girò, reo di aver gridato in un bar di Vallecrosia Viva la Francia, venne schedato, perseguitato, e alla fine fucilato per ritorsione. Renato Plancia Dorgia venne arrestato come sovversivo e venne fucilato a Badalucco il 5 giugno del 1944 come ritorsione del distaccamento di Artù compiuta il 31 maggio.
I primi giorni di giugno venne presa la decisione di liberare Badaluccio, così il 9 giugno al distaccamento di Giuseppe Vittorio Guglielmo, nome di battaglia Vittò, assieme a Bruno Luppi, Erven, appartenenti al 5ºdistaccamento, arriva Libero Briganti, Giulio, a dare ordine di tenersi pronti per espugnare il borgo e poi attaccare la vicina Pigna; avrebbe partecipato anche il 3ºdistaccamento, comandato da Giacomo Sibilla, Ivan, la 4° Tento, la 5° Vittò, la 6° Mirko più il gruppo di Artù. L'attacco era organizzato e disposto dalla neo formatasi IX Brigata d'Assalto Garibaldi Felice Cascione.
Tra il 9 e il 10 giugno il 4º distaccamento, Tento e Marco, espugnarono il presidio di Val Gavano senza perdere vite e mettendo in prigionia tutte le truppe fasciste, catturando l'ingente quantitativo di esplosivo. Tuttavia lo sforzo fu enorme tanto che arrivarono spossati a Triora, e non avevano più tempo e forze per arrivare puntuali a Badalucco il giorno successivo.
All'alba Vittò in testa a una colonna di partigiani del 5°, scende per la strada militare della Val Gavano, dove incontra due camion di tedeschi più un altro gruppo a piedi. Una parte si riesce a disperdere nei boschi vicini. Vittò viene seguito da Argo, Ottavino, Vladimiro di Ventimiglia, tutti morti in montagna, Sanmaligno, Martellà (caduto), Géna, Spezia, e Scarzéna, Serpe (Isidoro Faraldi), i quali sparano contro i tedeschi, mentre il grosso dei partigiani, che non aveva udito l'ordine, si trova sorpreso e smarrito, e si disperde nella parte inferiore della strada. L'attacco è però sufficiente a mettere in fuga i tedeschi, che abbandonano un camion, due fucili mitragliatori, un buon numero di fucili Steyr-Mannlicher M1895 e casse di munizioni. Questo fatto però impedisce al 5º distaccamento di procedere sulla strada di Badalucco per tempo.
La battaglia inizia come da accordi, pur essendo i partigiani in inferiorità numerica: tuttavia però vengono avvisate le altre forze fasciste e naziste presenti nella zona che giungono in poco tempo, alcuni camion vengono fermati dai partigiani, ma tuttavia l'inferiorità numerica e le migliori postazioni portano i nazifascisti a riconquistare Badalucco.
Per rappresaglia i nazifascisti incendiarono numerose case e fecero saltare la chiesa della Madonna degli Angeli e il ponte di Sant’Antonio. L'esplosione del luogo di culto portò alla distruzione di tutte le case del rione il 28 giugno 1944.
Un altro fatto di avvenne il 17 agosto dove persero la vita due civili, Bianchi Antonio e Gallo Giovanni: avvenne un rastrellamento dove la brigata nera San Marco assieme alla Hochgebirgsjäger  –  Bataillon 4, passarono per il paese arrivando fino al santuario dell'Acquasanta dove si trovavano sfollati 20 bambini evacuati da un orfanotrofio di Imperia. Vennero sparati diversi colpi sui civili, tra questi anche sul reverendo Lanteri Giobattista.

## La battaglia
Nel settembre del 1944 la IX brigata era forte di centocinquanta uomini divisi in tre distaccamenti armati, con anche mortai da 81 mm.
Il 20 settembre si venne a sapere di una imminente azione del nemico. Il 21 le pattuglie del 1°,2°,3º distaccamento del primo battaglione Peletta sono già in guardia ai passi della Follia di Vena e della Pistona. Alle ore 6,30 del 25 le vedette garibaldine del 7º , 8º distaccamento (3º battaglione Artù) avvistano una colonna nemica che transita per il largo San Giorgio composta da circa 250 fascisti e 50 tedeschi diretta su Badalucco con l'intenzione di bruciare e radere al fuoco il paese.
Il comandante della II°Divisione Felice Cascione, nome di battaglia Curto aveva già messo in allarme il primo battaglione Peletta” a essere pronto per aiutare il 3°. Artù attesta le sue forze: Veloce, 8º distaccamento Checcò, 9º distaccamento Mortai, nei pressi del paese su fortificazioni naturali, in località: Garacci, 7º distaccamento Alberoni. coordinate alle posizioni di alcuni distaccamenti del primo e secondo battaglione (IV Brigata). Alla sinistra del paese, il distaccamento Pancio del primo battaglione Peletta sbarra il passo Vena presso monte Faudo, altro il passo della Pistona, altro ancora si dispone alle falde del monte Faudo. Alla sua destra è in posizione l'8º distaccamento Checcò. Il 7º distaccamento “Veloce” si disloca presso la carrozzabile Badalucco-Taggia con lo scopo di battere il nemico di fianco ed eventualmente aggirarlo se si fosse spinto fino all'abitato. A ridosso del paese prende posizione il 9º distaccamento Mortai con tre pezzi da 81 mm. Dankò. Inoltre il Comando IV Brigata, prevedendo l'arrivo di forze nemiche dalla valle Impero e adiacenza, mette in allarme il 2º battaglione di Ivan, ordinandogli di bloccare l'accesso di Borgomaro, passo Ville, passo Colletti, col 4º distaccamento, da San Bartolomeo e da Caravonica col 5°, dal passo di Villa Talla col 6°, e collegarsi con la staffetta alla postazione del passo Pistona.
Alle 7:00 di mattina i nazifascisti iniziano l'attacco. Lasciata avanzare la colonna nemica fino alle porte del paese in località Ravezza, i garibaldini appostati aprono un intenso fuoco con due mitragliatrici pesanti, quattro mitragliatori, dieci mitra e tutti i fucili disponibili. I nazifascisti scesi dagli autoveicoli iniziano a rispondere con raffiche e colpi di mortaio da 45 mm, si muovono in ordine sparso entrando nei boschi con lo scopo evidente di infiltrarsi tra le linee partigiane per dividerle in tronconi, a girarli e costringere i combattimenti alla ritirata, tattica invariabilmente usata dal nemico nella guerra di montagna. L'attacco si rivela deciso e risoluto tanto da mettere in crisi i garibaldini, i nemici insistono accaniti con una massa enorme di fuoco, impegnando frontalmente quasi tutte le forze, riparate da postazioni e terrapieni improvvisati; spingono forti puntate sui fianchi dello schieramento partigiano, si combatte per altre 5 ore. Il centro dello schieramento partigiano si mantiene saldo ma è in pericolo per il violento tiro avversario Il distaccamento Checcò, esaurite quasi tutte le munizioni, sempre combattendo con bravura si attesta su posizioni arretrate, premuto da forze avversarie numericamente parecchie volte superiori. Il distaccamento “Veloce” sostiene il fuoco con incrollabile fermezza, spostandosi in continuazione per ingannare il nemico. A circa mezzogiorno il combattimento è al suo apice: i nazifascisti sono duramente provati e si arrestano sulle posizioni raggiunte per riformare le compagnie, le staffette partigiane lavorano per trovare aiuto in altre forze.
Alla prima ora del pomeriggio due mortai garibaldini del 9º distaccamento sparano rapidamente, e giunge l'ordine del contrattacco generale, il distaccamento Veloce attraversa il paese tra l'entusiasmo della popolazione, spostandosi sul versante destro della valle, vicino alla Madonna della Neve, per attaccare il nemico al fianco, favorito nella manovra dal distaccamento Dankò che si sposta verso il fondovalle per prendere il nemico alle spalle. Compiuta una nuova diversione in direzione sud-est, il gruppo di Veloce attacca il nemico con bombe a mano, fino a lanciarsi armati alla gola, lo aggancia e lo sgomina completamente. Il distaccamento Dankò sorprende e distrugge un forte contingente nemico riparatosi sotto il ponte, e parte della colonna rimasta isolata e circondata, è stretta in una morsa di ferro. Però, mentre i partigiani tentano l'assalto finale i nazifascisti, con i mortai da 81 e 45 mm. Piazzati in posizioni elevata sulla strada dell'acquedotto di Sanremo, sparano alle loro spalle impedendo l'azione. Dalle posizioni di Arma di Taggia anche gli obici da 100/17 aprono il fuoco costringendo i garibaldini a ritirarsi sulle posizioni di partenza ma, da queste posizioni, superato un momento critico, iniziano con decisione un nuovo attacco contro i mortaisti nemici i quali sono costretti alla fuga e all'abbandono del materiale. Altri contingenti garibaldini, attaccate le squadre nemiche assediate nelle postazioni e nei terrapieni alla periferia del paese, costringono ad alzare bandiera bianca.
Si distinsero nei combattimenti Fedè, Nello, Totò, Ciocio, Zesan, i fratelli Mansueto, Francesco Boeri ed altri cui i veterani Marchin e Terzo, che fanno prigionieri una ventina di fascisti. Un drappello nemico composto da circa sessanta uomini, giunto di rinforzo, costretto a rifugiarsi in un frantoio detto di Bregalin resiste disperatamente al fuoco con un mortaio partigiano che spara fino a che non finiscono le munizioni. Dopo la cattura dei bersaglieri che avevano alzato bandiera bianca e terminata la lotta alla periferia di Badalucco, i garibaldini disimpegnati accorrono anch'essi al frantoio, dove un colonnello tedesco al riparo, mentre ordina ai suoi uomini di resistere fino all'ultimo, informa via radio il comando di Taggia sulla situazione determinatasi e chiede rinforzi.
È in questo momento che si svolge un drammatico episodio che, grazie a l'intervento di Curto, si conclude bene. I garibaldini Antonio Orengo (Nello) e Totò, avanzati troppo, erano stati presi sotto il fuoco del nemico che, dalle feritoie improvvisate del frantoio, teneva a bada gli attaccanti. Mentre alcuni tedeschi sparano, gli altri, usciti allo scoperto e protetti dal fuoco, cercano di prendere prigionieri i due, rifugiati dietro una roccia ed ormai senza munizioni. Ma Curto si accorge della manovra nemica e abbandonato il suo caratteristico 91 e fattosi dare un mitragliatore, si porta con alcuni altri sopra il frantoio e con un fuoco nutrito riesce a bloccare i tedeschi, permettendo a Totò e a Nello di mettersi in salvo. Successivamente altri duecento uomini di rinforzo, giunti da Taggia in soccorso ai camerati battuti, sul rettilineo della strada in località Maerela cadono in un'imboscata tesa dai garibaldini di Paletta che aprono il fuoco a distanza ravvicinata con le armi automatiche. I tedeschi, che non accennano nemmeno a resistere, sbandati immediatamente, inseguiti, folli di terrore e si buttano giù per le rapide scarpate, cercando scampo verso il torrente Argentina. Altri corrono sulla strada buttando via le armi, altri ancora tentano di fuggire verso Taggia strisciando tra i pruni e gli sterpi al calar della notte. La battaglia si esaurisce verso le ore 20. La notte impedisce di infliggere altri perdite ai nazifasciste che hanno già avuto quarantasette morti e trentaquattro feriti. Ripresi gli attacchi all'alba del 26 settembre, dopo alcune ore di combattimento, gli assediati nel frantoio riescono a ritirarsi grazie ad una sortita, infiltrandosi tra le piantagioni di fagioli, dopo aver abbandonato le armi; però alcuni soldati vengono catturati o uccisi. Formazioni nemiche giunti da Ceriana, dopo aspra lotta vengono ricacciate nei boschi ove subiscono altre perdite, inflitte loro dai garibaldini dell'8º distaccamento Gori (V° Brigata) sopraggiunto a richiesta del Comando della IV Brigata.
La battaglia iniziata alle sette del 25 e terminata vittoriosamente alle sedici del 26 settembre, salva Badalucco dalla rappresaglia dei nazifascisti che subiscono una delle più dure disfatte della guerra partigiana imperiese. Vennero uccisi 70 nazifascisti e 100 furono feriti,  36 vennero fatti prigionieri, uccisi anche quattro ufficiali (due bersaglieri e due tedeschi) e quattordici sottufficiali caduti in battaglia o dispersi. Tra i bersaglieri anche Carlo Pozzi del 3ºcorpo bersaglieri volontari. I partigiani presero anche 4 Mayerling, 6 Sant Etienne, 4 Breda, 8 mitra e Machin Pistole, 100 tapum e moschetti, un mortaio, oltre che munizioni e una radiotrasmittente e altro materiale.

## Conseguenze
Il comando nazifascista si rende conto che i partigiani non sono più dei contadini straccioni, ma un gruppo paramilitare ber organizzate. Il 29 settembre una delegazione di nazifascisti, tramite la mediazione del parroco di Taggia, monsignor Arrigo, giungerà in paese con bandiera bianca per ottenere dal Comando partigiano il permesso di recuperare i propri morti, il che viene consentito, anzi, è cavallerescamente aiutata dai garibaldini stessi.
I distaccamenti Dankò, Veloce e altre due squadre del 3º Battaglione Artù, ricevono dal comando della divisione la citazione all'ordine del giorno e l'encomio solenne sul campo.
La guerra continuò a sconvolgere il Paese che visse momenti difficili. Nel giorno della Liberazione, il 25 Aprile 1945, tutta la popolazione badalucchese scese finalmente per le strade dove accolse entusiasticamente le forze di liberazione e riabbracciare i propri familiari. Decine sono stati i caduti di Badalucco e un terzo delle abitazioni era raso al suolo. Il 30 dello stesso mese i partigiani liberarono la vicina Ceriana dai nazifascisti.
Nel 1976 venne inaugurato un monumento bronzo in onore dei caduti con quattro diverse epigrafe su quattro diverse pietre:
- Qui il nazifascista umiliato alzò bandiera bianca per riprendersi i morti dopo la sconfitta e qui nel fuoco della guerra nacque come un augurio la repubblica di Badalucco
- Questa è storia che non si cancella - garanzia democratica oggi
- Tra questi monti il nemico ebbe vita difficile perché saldissima fu l'unità fra contadini e partigiani : incendi rapina tortura
- La comunità di Badalucco con il contributo dell'Istituto Storico della Resistenza di Imperia il 25 luglio 1976 pose questo monumento»